# Pierre Jean Georges Cabanis
Pierre Jean Georges Cabanis (Cosnac, 5 giugno 1757 – Seraincourt, 5 maggio 1808) è stato un medico, fisiologo e filosofo francese.
Citato generalmente sotto il nome di Cabanis, lo si vede spesso nominato con uno dei suoi nomi ma, curiosamente, non sempre lo stesso.
Le opere essenziali di Cabanis possono essere classificate in tre categorie: una a proposito della storia della medicina, un'altra sull'organizzazione dell'insegnamento medico e degli ospedali, ed infine l'ultima che è la più importante, sulla filosofia della medicina e particolarmente sui rapporti tra il corpo e la mente, della fisiologia con la psicologia.

## Biografia
Il padre di Cabanis era avvocato e si occupava di agricoltura, di economia rurale e di astronomia. A dieci anni Cabanis fu inviato al collegio di Brive dove passò quattro anni.
Mandato a Parigi per terminare i propri studi, coltivò all'inizio la poesia, si legò a Jean-Antoine Roucher e intraprese una traduzione di Omero (Iliade, poesie...), ma non ottenne quella stima che desiderava nei salotti parigini; nel 1773 accompagnò un nobile polacco a Varsavia in qualità di segretario. Dal 1773 al 1775 viaggiò in Germania e in Polonia. Spinto da suo padre a trovare una professione, afflitto da ciò che considerava come uno scacco letterario, scelse la medicina, grazie anche all'incontro col medico Dubreuil, che divenne suo maestro. Cabanis aveva finalmente trovato la sua strada e dovette a Dubreuil una profonda riconoscenza, prima come paziente (forse sofferente di una forma depressiva), poi come discepolo.
Nel 1778 fu iniziato alla Massoneria nella celebre loggia progressista delle "Nove Sorelle", del Grande Oriente di Francia, a Parigi, che aveva accolto anche Voltaire, Condorcet e Benjamin Franklin.
Ammesso nel circolo di Madame Helvétius (attivo anche dopo la morte del marito) ad Auteuil - vicino a Parigi -, vi conobbe Turgot, d'Holbach, Condorcet, Diderot, Voltaire e altri uomini famosi dell'epoca. Abbracciò caldamente i principi della Rivoluzione francese, legandosi strettamente a Mirabeau di cui fu medico quando quest'ultimo cadde malato, rimanendo in ombra durante il regime del Terrore.
Cabanis sposò Charlotte de Grouchy, sorella del maresciallo de Grouchy e di Sophie, vedova di Condorcet (suicida in carcere nel 1794 dove era detenuto in quanto considerato girondino dai giacobini). Sostenne la reazione termidoriana e il Direttorio. Divenne professore alla scuola di medicina di Parigi e deputato al Consiglio dei Cinquecento, approvando poi anche il colpo di Stato del 18 brumaio che istituì il Consolato bonapartista. Fu quindi nominato senatore da Napoleone con l'avvento del Primo Impero ed eletto all'Académie française nel 1803.
Con la riorganizzazione delle scuole ricoprì la carica di professore di Igiene e poi di Clinica medica alla scuola di medicina, divenendo membro dell'Istituto di Francia fin dalla sua creazione. Otto giorni dopo la sua morte il suo corpo fu trasferito al Panthéon di Parigi dove il suo elogio funebre fu pronunciato da Garat, circondato dai delegati dell'Istituto, del Senato e della Scuola di Medicina.

## La sua filosofia
Sostenitore accanito del materialismo (che traeva dalle opere degli Illuministi come Diderot e d'Holbach), sebbene nelle discussioni con gli "Ideologi" (Idéologues) di cui fu uno dei più autorevoli rappresentanti assieme a Destutt de Tracy, ebbe con il tempo un'inclinazione più spiritualista, accordando una finalità alla natura.
Cabanis fu fortemente ispirato da John Locke, Julien Offray de La Mettrie e Francis Bacon, di cui lesse gli scritti durante gli studi, che lo condussero ad un confronto serio con la filosofia classica e quella dei suoi tempi e, specialmente, fu influenzato dal sensismo di Condillac. Il suo apporto originale all'eredità di questi pensatori fu l'introduzione della fisiologia nella psicologia.
Secondo Cabanis, la formazione delle nostre idee è condotta dalla sensibilità organica, che dirige anche l'attività dei nostri organi, e dunque la totalità di ogni essere vivente. Dall'osservazione di stati patologici, o dell'effetto dei narcotici e degli stati psicologici associati, presenta i nostri pensieri come risultati fisiologici di una percezione da parte di un organo appropriato, il cervello. In tal modo Cabanis lega l'istinto alla struttura materiale  (biologica) di ogni essere vivente, così come ogni organo è per sua predisposizione portato a effettuare tale o tal altro compito specifico nell'organismo. Di rilievo la sua disamina sul sonno nonché su certe percezioni  inconnues.
Trovando la propria origine sul rigetto dell'innatismo da parte di Locke e nella dicotomia di Condillac tra le sensazioni esterne e le idee riflesse per mezzo del linguaggio, la filosofia di Cabanis costituisce una sorta di ritorno all'innatismo  - dopo averlo fatto uscire dal dominio spirituale- per porlo all'interno del materialismo. Esso forma così un appoggio dell'idealismo e vitalismo nel campo medico che utilizzeranno Schopenhauer nella sua filosofia della volontà - (avolontarismo nel caso di Cabanis) - e Maine de Biran nella sua psicologia, così come fornisce basi indiscutibili al Positivismo, senza dimenticare l'influsso che il filosofo ebbe su Darwin, Charcot, Breuer  e Freud.
Per ciò che concerne le questioni religiose, la filosofia di Cabanis si può considerare atea (sebbene si sia sempre professato agnostico) non tanto perché essa attacca più le religioni in quanto tali piuttosto che l'idea stessa di Dio, bensì perché poggia tutto il suo sistema filosofico sulla  matière (Saranno  gli scienziati a scoprire il segreto della vita, ribadisce nel suo capolavoro, Rapports du physique et du moral de l'homme). Ora, considerando il fatto che le religioni hanno apportato più mali che benefici, ne deduce che non ce ne si deve interessare. Attribuisce l'origine delle idee religiose ad un bisogno naturale dell'uomo, che gli fa adottare le idee che più lo consolano riguardo alla propria essenza.
Malgrado i suoi importanti contributi al pensiero occidentale e alla scienza medica (si parla giustamente di Rivoluzione medica seguendo l'insegnamento ippocratico), Cabanis ha sofferto a volte di un'immagine mediocre dipinta in modo malevole dai suoi detrattori, costruita con citazioni estratte dal suo discorso generale senza averlo capito profondamente, pur essendo tali di Cabanis stesso. Ricordiamo che il grande medico e philosophe francese operò una grande rivoluzione richiamandosi non solo ad Ippocrate, Galeno, Celso  ma anche ad Haller, Stahl e alla Scuola di Montpellier. È lui che ha asserito che «il cervello digerisce i pensieri come lo stomaco digerisce gli alimenti, e opera anche la secrezione del pensiero», e che «il morale non è che il fisico considerato sotto certi punti di vista particolari».
La filosofia di Cabanis fu stimata anche da Arthur Schopenhauer.

## Citazioni
("Œuvres philosophiques de Cabanis", p. 168.)

## Decorazioni
- Commendatore della Legion d'onore

## Opere
Oltre ad alcune opere letterarie o politiche, si ha: 
- Osservazioni sugli ospedali (1789)
- Diario della malattia e della morte di Honoré-Gabriel-Victor-Riquetti de Mirabeau (1791)
- Il grado di certezza della medicina (1797)
- Rapporto sull'organizzazione delle scuole di medicina (1799)
- Alcune considerazioni sull'organizzazione sociale (1799)
- Rapporti del fisico e del morale dell'uomo (1802). Quest'ultima è la più importante delle sue opere: tratta del contributo degli organi alla formazione delle idee, dell'influenza dell'età, del sesso, dei temperamenti, delle malattie, della dieta; così come della reazione del morale sul fisico. Vi spiega tutto come causato puramente dal fisico, professa il materialismo, e arriva a dire che il cervello digerisce le impressioni e secerne i pensieri così come lo stomaco digerisce gli alimenti.
- Colpo d'occhio sulle rivoluzioni e la riforma della medicina (1804)
- Osservazioni sulle affezioni catarrali (1807)
- Quattro discorsi sull'Istruzione pubblica (scoperti dopo la sua morte)
- Lettera a Fauriel sulle cause prime, testamento filosofico (opera postuma pubblicata per la prima volta nel 1824 da Frédéric Bérard), nella quale si dimostra molto favorevole alle idee spiritualiste.
- Œuvres philosophiques de Cabanis a cura di Claude Lehec e Jean Cazeneuve, Parigi, Presses universitaires de France, 1956.

Le opere di Cabanis sono state raccolte da François Thurot, in 5 volumi in-8, 1823-1825.
François-Auguste Mignet lesse nel 1850 all'Accademia delle scienze morali una Nota su Cabanis.